# CropEnergies
CropEnergies est une entreprise allemande spécialisée dans le bioéthanol. Elle fait partie de l'indice ÖkoDAX.

## Historique
Filiale du groupe sucrier Südzucker, Cropenergies est introduite en Bourse en 2006.